# Skardas
«Skardas» (с лит. — «Эхо») — легальный общественный, естественнонаучный и литературный журнал, издававшийся в 1926 году в Каунасе («временной столице») Центральным комитетом подпольной Коммунистической партии Литвы (ЦК КПЛ).

## История
Организационные работы по созданию журнала начались в конце октября 1925 года. По указанию партии в качестве официального редактора-издателя указывался студент Литовского университета Бонавентурас Паулюкявичюс, который был членом оформлявшегося в университете марксистского общества «Atžala» (с лит. — «Поросль»). Для Б. Паулюкявичюса пост редактора-издателя был сугубо номинальным, так как на деле «Skardas» редактировался Винцасом Мицкявичюсом-Капсукасом, Каролисом Пожелой и Юозасом Грейфенбергерисом.
Во вступительном слове организаторы издания указывали: «Лишь марксизм является методом, который может помочь всеобъемлюще и научно достоверно изучить жизнь общества, а также указать пути, позволяющие заменить отживший жизненный уклад новым, социалистическим строем. Именно поэтому мы и будем им руководствоваться, будем его популяризировать в нашем журнале». В публицистическом разделе ежемесячника печатались материалы по истории революционных выступлений, обзоры экономической жизни, статьи о диалектическом и историческом материализме, социализме и религии. По уровню политического радикализма «Skardas» превосходил периодические издания легальных оппозиционных партий левой направленности — крестьян-народников и социал-демократов.
Журналу остро не доставало произведений художественной литературы, в связи с чем В. Паулюкявичюс взялся хотя бы отчасти восполнить этот пробел. Уже в № 1 под криптонимом B. P. было опубликовано стихотворение начинающего литератора под названием «Пусть слышат!..» (лит. Tegirdi!..), написанное белым стихом. В этом произведении В. Паулюкявичюс предпринял попытку отобразить решимость революционной борьбы и мощь движения за «освобождение пролетариата». Предположительно, образ кузнеца из стихотворения был напрямую навеян обложкой журнала. «Пусть слышат!..» было опубликовано первым из всех помещённых в ежемесячнике литературных произведений и может рассматриваться в качестве своеобразной художественно-выразительной программы издания.
Во № 2 под псевдонимом «Бонплас» (лит. Bonplas) было напечатано ещё одно стихотворение В. Паулюкявичюса, получившее название «Безработный» (лит. Bedarbis). Как и в случае с предыдущим поэтическим опытом автора, здесь также не наблюдается постоянства рифм и строф. По сравнению с «Пусть слышат!..», в последующем стихотворении В. Паулюкявичюса отсутствует столь убедительное единство образа и настроения, чувствуется образная хаотичность, хотя произведение и не лишено наводящих на размышление строк и ярких метафор.
При работе над журналом В. Паулюкявичюс также проявил себя как переводчик, подготовив перевод очерка русского советского писателя Максима Горького «9-е января».
В. Мицкявичюс-Капсукас предоставил для ежемесячника очерк «Сбежал» (лит. Pabėgo), который впоследствии вошёл в сборник записок и воспоминаний «В царских тюрьмах» (лит. Caro kalėjimuos, 1929). Произведение В. Мицкявичюса-Капсукаса было опубликовано под псевдонимом «Царский Нахлебник» (лит. Caro Įnamis). Помимо строк В. Паулюкявичюса, в журнале помещались стихотворения Бронюса Пранскуса-Жалёниса (под псевдонимом «Вл. Велявинис»), Костаса Снарскиса-Жвайгждулиса (под криптонимом Ž.), а также неустановленных авторов, использовавших криптонимы A. A. и J. M-kas.
После выпуска № 3 журнал был закрыт цензурой за распространение коммунистической и антиправительственной пропаганды.